# São Bento de Ana Loura
São Bento de Ana Loura ist ein portugiesischer Ort und eine ehemalige Gemeinde (Freguesia) im Kreis (Concelho) von Estremoz mit 32 Einwohnern (Stand 30. Juni 2011).
Am 29. September 2013 wurden die Gemeinden São Bento de Ana Loura und São Lourenço de Mamporcão zur neuen Gemeinde União das Freguesias de São Lourenço de Mamporcão e São Bento de Ana Loura zusammengeschlossen.

## Politik
São Bento de Ana Loura ist die bevölkerungsärmste Gemeinde Portugals. So tritt hier eine Besonderheit des portugiesischen Kommunalwahlrechts ein, die es erlaubt, den Bürgermeister direkt in einer Bürgerversammlung zu wählen.
Seit der Kommunalwahl 2009 in Portugal wird auch São Bento de Ana Loura nicht von einer der großen Parteien regiert, sondern von der Bürgerliste MiETZ - Movimento independente por Estremoz (port. für: Unabhängige Bewegung für Estremoz).